# ギル・メレ
ギル・メレ（Gil Mellé, 1931年12月31日 - 2004年10月28日）は、アメリカ合衆国の美術家で作曲家。ミュージシャンとしては、ジャズと映画音楽の創作で活動した。 

## 略歴
1950年代にニューヨークの画廊で自作の彫刻や絵画が展示されるようになり、マイルス・デイヴィスやセロニアス・モンク、ソニー・ロリンズらのアルバムの扉絵を手懸けた。サクソフォーン（テナーやバリトン）奏者としては、ジョージ・ウォーリントンやマックス・ローチ、タル・ファーロウ、アービー・グリーン、オスカー・ペティフォード、エド・シグペン、ケニー・ドーハム、ズート・シムズ、アート・ファーマー、ジュリアス・ワトキンスらと共演しており、1953年から1957年まで、ブルーノートやプレスティッジといったレーベルにおいて、リーダーとして数々のセッションを統率した。
1952年に、ブルーノートの創業者であるアルフレッド・ライオンに録音技師のルディ・ヴァン・ゲルダーを引き合わせたのもメレであった。ライオンは、メレが録音し、ゲルダーが処理した響きに感銘を受けた。ゲルダーは何百点ものブルーノートの録音の責任者となり、1953年から1967年までは、同レーベルの実質的にほとんどすべてのセッションを仕切った。
1954年、ニューポート・ジャズ・フェスティバルに出演した。
メレは、映画やテレビ番組の作曲家として最初に電子楽器を用いた一人である（そのうち自身で組み立てた楽器も含まれる）。電子楽器を単体で用いることもあれば、オーケストラの中で弦楽器や管楽器、打楽器群のうちのいずれかの楽器と組み合わせて用いることもあった。ロッド・サーリングのテレビシリーズ『四次元への招待』のためのテーマ曲は、連続テレビドラマの劇伴に電子楽器のみのアンサンブルを用いた最初の実例の一つである。その他にも『いとしのチャーリー（My Sweet Charlie）』、『That Certain Summer』、『死を呼ぶスキャンダル（The Savage is Loose）』、『アンドロメダ…』、『黒薔薇の女（The Judge and Jake Wyler）』、テレビドラマの『刑事コロンボ』シリーズの数話、『真説フランケンシュタイン』、『600万ドルの男』、『事件記者コルチャック』など、125の映像作品で音楽を担当した。
心臓発作のためカリフォルニア州マリブの自宅にて逝去。

### 音源
- Gil Melle - Ballet Time
- Gil Mellé - Sunset Concerto
- Gil Mellé - The Gears
- Xenogenesis - Gil Melle
- Gil Mellé